# Zákon o hazardních hrách
Zákon o hazardních hrách (loterijní zákon) je zákon České republiky č. 186/2016 Sb. Tento zákon upravuje podmínky provozování hazardních her na území České republiky a působnost správních orgánů v oblasti provozování hazardních her. Nahradil starší zákon č. 202/1990 Sb., o loteriích a jiných podobných hrách. Návrh zákona vyvolal kontroverze mezi laickou i odbornou veřejností kvůli znění § 82 a § 84, které ukládají poskytovatelům připojení k Internetu povinnost blokovat přístup k webům uvedeným na Seznamu nepovolených internetových her. Seznam spravuje Ministerstvo financí ČR.

## Návrh a schválení
Vládní návrh zákona o hazardních hrách zpracovalo Ministerstvo financí ČR. Cílem nové regulace mělo být podle předkladatele efektivní výběr daní, ochrana sázejících a jejich okolí, předcházení a potírání sociálně patologických jevů souvisejících s hazardními hrami, otevření trhu pro provozovatele z členských států Evropské unie, upravit provozování hazardních her na Internetu, aj.
Poslanecká sněmovna návrh schválila 13. dubna 2016, Senát ho schválil 26. května, prezident Miloš Zeman návrh podepsal 7. června 2016.

## Druhy hazardních her
Zákon reguluje tyto druhy hazardních her:
a) loterii,
b) kursovou sázku,
c) totalizátorovou hru,
d) bingo,
e) technickou hru,
f) živou hru, jako je ruleta, karetní hry (např. poker), turnaje v karetních hrách,
g) tombolu,
h) turnaj malého rozsahu.

## Blokování webů a další omezení
| § 82 Blokace nepovolených internetových her (1) Poskytovatelé připojení k internetu na území České republiky jsou povinni zamezit v přístupu k internetovým stránkám uvedeným na seznamu internetových stránek s nepovolenými internetovými hrami (dále jen „seznam nepovolených internetových her“). (2) Na seznam nepovolených internetových her se zapíše internetová stránka, na níž je provozovaná internetová hra v rozporu s § 7 odst. 2 písm. b). (3) Povinnost podle odstavce 1 jsou poskytovatelé připojení k internetu povinni splnit ve lhůtě 15 dní ode dne zveřejnění internetové stránky v seznamu nepovolených internetových her. (...) § 84 Seznam nepovolených internetových her (1) Seznam nepovolených internetových her vede a o zápisu do něj rozhoduje z moci úřední ministerstvo. (2) Seznam nepovolených internetových her obsahuje a) adresu internetové stránky, na níž je provozovaná internetová hra v rozporu s § 7 odst. 2 písm. b), b) jedinečný identifikátor platebního účtu, který je využíván k provozování internetové hry v rozporu s § 7 odst. 2 písm. b), c) den zápisu a výmazu údajů uvedených v písmenech a) a b). (3) Ministerstvo provede neprodleně výmaz internetových stránek nebo platebního účtu ze seznamu nepovolených internetových her, pominou-li důvody pro jejich zápis do tohoto seznamu. (4) Ministerstvo zveřejňuje na svých internetových stránkách ze seznamu nepovolených internetových her údaje podle odstavce 2 písm. a) a b). (5) V řízení podle odstavce 1 se účastníkovi řízení doručuje písemnost veřejnou vyhláškou a účastníkovi řízení známého pobytu nebo sídla se písemnost zašle rovněž na vědomí. |
| zákon č. 186/2016 Sb., o hazardních hrách |

Znění zákona v § 82 a § 84 poskytovatelům připojení ukládá povinnost blokovat přístup k webům podle seznamu nepovolených sázkových her spravovaného Ministerstvem financí.
Zákon dále uložil bankám povinnost blokovat platby na účty těch provozovatelů hazardních her, kteří nemají platnou licenci podle seznamu Ministerstva financí.
Zákon v § 16 také umožnil vytvoření rejstříku osob vyloučených z hraní hazardních her (doslova Rejstřík fyzických osob vyloučených z účasti na hazardních hrách). Tento neveřejný rejstřík zahrnuje osoby pobírající dávky v hmotné nouzi), osoby v úpadku a s předběžným opatřením zákazu her. Dokud tento rejstřík nebyl vytvořen, platila pro herny a kasina povinnost legitimovat návštěvníky a registrovat všechny, kteří si přišli zahrát. Zákon také zakazuje provoz herních zařízení v podnicích, které nemají licenci na provoz herny nebo kasina, takže se herní zařízení musela odstranit zejména z restaurací.
Rejstřík vyloučených osob je součástí informačního systému pro dohled nad hazardními hrami (AISG). První veřejná zakázka na dodavatele AISG musela být po podání nabídek zrušena.

## Po účinnosti zákona
Únor 2017Ústavní soud odmítl vyhovět stížnosti 21 senátorů a zrušit paragrafy o blokaci nepovolených hazardních her na Internetu.
Červenec 2017Na Seznamu nepovolených internetových her se objevil první web určený ministerstvem financí k blokování, a to 1xbet.com. Krátce nato se web objevil na 99 nových doménách 1xbet1.com, 1xbet2.com až 1xbet99.com.
Červenec 2018Vláda odmítla návrh poslanců TOP 09, aby o zápisu do seznamu nepovolených her rozhodoval místo ministerstva financí soud. V seznamu jsou uvedeny zatím jen tři internetové domény (URL adresy).
Prosinec 2018Poslanecká sněmovna odmítla v hlasování návrh Tomáše Martínka (Piráti) na zrušení paragrafu 59, který podle něj uvaluje diskriminační podmínky na pokerové hráče hlavně kvůli nemožnosti přihlášení se do turnaje před vybráním alespoň poloviny garantované výhry, a také nemožnosti pořádat pokerové turnaje s poplatkem nižším než 5 % z ceny vstupného.
Říjen 2021Ve Sbírce zákonů byla vyhlášena novela zákona o léčivech, která zavádí „Seznam stránek s nelegální nabídkou léčivých přípravků,“ v podobném znění jako v případě zákona o hazardních hrách.

## Starší pro a proti zákonu
Už v důvodové zprávě návrhu zákona předloženého Poslanecké sněmovně se poznamenává, že „jakékoliv blokování v přístupu k určitým internetovým stránkám nefunguje jako izolovaný nástroj vymáhání a lze jej snadno obejít.“
Důvodová zpráva zmiňuje i možnosti obejít blokaci použitím proxy serverů nebo programu Tor. Tyto prostředky údajně nejsou běžně používány a jejich použití vyžaduje „určitou míru odborné znalosti“. Dále použití otevřených anonymních proxy serverů je údajně v rozporu s pravidly jejich provozovatele a „u uživatele, který využije tohoto prostředku, lze tak presumovat určitý záměr obejít právní předpisy, a to z jakéhokoliv důvodu“.
Důvodová zpráva také uváděla, že „Zákon tak ukládá poskytovatelům připojení k internetu na území České republiky, kteří jako jediné subjekty v rámci České republiky mají možnost tuto oblast technologicky regulovat, jak je tomu například při blokaci internetových stránek s dětskou pornografií, povinnost zamezit ve vstupu nelegálních provozovatelů na český trh.“ Nicméně žádný zákon platný v té době poskytovatelům připojení k Internetu nestanovoval povinnost blokovat internetové stránky s dětskou pornografií (zejm. pokud se nachází mimo území ČR) i když její přechovávání, výroba a šíření jsou trestnými činy podle § 191 a § 192 trestního zákoníku. Někteří poskytovatelé připojení ovšem již dříve zavedli blokování stránek s dětskou pornografií dobrovolně.
Náměstek ministra financí Ondřej Závodský v listopadu 2016 v rozhovoru pro zpravodajský server iDnes.cz uvedl, že blokace hazardních webů je spolu s blokováním plateb jedním z pilířů ochrany mladistvých.
| „                 | Ty nástroje jsou naprosto nezbytné pro ochranu mladistvých. Pokud se například na zahraničním webu objeví něco, co ministerstvo nepovolí, nezbude nám nic jiného, než blokovat platby a webové stránky. Možnost blokování je jednou z cihel nového zákona o hazardu, a kdyby tam cihla chyběla, tak zdí může něco projít. Blokování se doplňuje s ostatními opatřeními. | “ |
| — Ondřej Závodský | |   |

Česká pirátská strana vydala v květnu 2015 tiskovou zprávu, kde plánované blokování nepovolených hazardních webů označila za „cenzuru Internetu v ČR“.
V únoru 2016 návrh kritizovalo i vlivné Sdružení pro internetový rozvoj a Seznam.cz.
20. února 2016 uspořádala Česká pirátská strana v Praze „Demonstraci za svobodný Internet,“ které se podle organizátorů zúčastnilo přibližně 250 lidí. Kromě blokace webových stránek se protestující vymezili i proti výroku tehdejšího ministra vnitra Milana Chovance, že by se lidé měli při přístupu na Internet legitimovat.
Sdružení CZ.NIC, které spravuje doménu .cz, v březnu 2016 obeslalo všechny poslance a poslankyně otevřeným dopisem, ve kterém je vyzvalo k nepodpoření přijetí sporných § 82 a § 84. Jako důvody uvedlo, že blokace se týká jen nepovolených hazardních her, nikoli však dětské pornografie nebo nelicencovaného prodeje zbraní, dále že schválení zákona by mohlo zhoršit umístění České republiky v žebříčcích svobody Internetu v různých zemích, nebo rozpor se strategií Digitální Česko z roku 2013, v níž se uvádí, že „Česká republika bude garantovat, že nebude blokovat komukoliv přístup k internetu, případně přístup ke konkrétním internetovým stránkám nebo on-line službám“.
16. května 2016 významné české organizace a společnosti působící na Internetu založily iniciativu Přichází cenzor, jejímž cílem bylo upozornit na důsledky přijetí zákona o hazardních hrách. K této iniciativě se přidali mj. CZ.NIC, Český telekomunikační úřad, Seznam.cz, Internet Info, NIX.CZ, Sdružení pro internetový rozvoj, Avast, Wikimedia Česká republika i někteří malí i velcí poskytovatelé připojení k Internetu a webhostingových služeb, ale i Česká pirátská strana, Strana svobodných občanů, Strana soukromníků České republiky a TOP 09.

### Možnosti obejití
Možnost obejití blokace webu zmínila už původní důvodová zpráva návrhu zákona, přičemž některé způsoby obejití i přímo zmiňuje. Konkrétní možnost obejití blokace závisí na způsobu, kterým bude poskytovatel připojení k Internetu přístup na daný web blokovat. Obecným a účinným způsobem dostupným i běžným uživatelům je např. použití programu Tor nebo použití placených nebo bezplatných virtuálních privátních sítí, které přesměrují komunikaci webového prohlížeče přes jinou zemi a jejichž použití je v České republice legální. Takovou funkci v sobě obsahuje k bezplatnému použití i webový prohlížeč Opera.
Ministr financí Andrej Babiš během vystoupení v Senátu 26. května 2016 řekl, že neví o žádném návodu na obejití blokace webů a zprávy o tom, že takové návody existují označil za dezinformaci.
| „              | Není pravda, že jsou tam obrovské náklady na ty blokace. Jestli existuje nějaký podrobný návod, jak to obejít, my o tom nevíme. Pokud je takový návod, tak fajn potom. Kde je tedy problém? Potom to, co navrhujeme, pokud to někdo říká, my si myslíme, že není takový návod, že to je dezinformace. To se samozřejmě ukáže. | “ |
| — Andrej Babiš | |   |

Na různých webových stránkách nebo na videoportálu YouTube existovaly už v té době návody ukazující obejití blokace např. pomocí nástroje Tor, z nichž některé přímo reagovaly na schválení zákona Poslaneckou sněmovnou.
Sdružení poskytovatelů připojení k Internetu NIX.CZ v prosinci 2016 zveřejnilo výsledky průzkumu, podle nichž budou poskytovatelé připojení k Internetu pro splnění zákonné povinnosti nejčastěji používat blokaci pomocí DNS nebo blokaci IP adres.
Metodický pokyn Ministerstva financí z 16. ledna 2017 uvádí blokaci na úrovni DNS jako jedno (ne však jediné) z vhodných opatření, na druhou stranu ale vylučuje blokování na základě IP adres.
První web určený Ministerstvem financí k zablokování pro nedodržení zákonných podmínek 1xbet.com umožnil obcházení blokace zaregistrováním 99 nových internetových domén, které se na Seznamu nepovolených internetových her nenacházely.